# Olivier Dutto
Olivier Dutto (Toulon, 27 december 1977) is een Franse stripauteur. 

## Carrière
Olivier Dutto werd geboren in een arbeidersgezin; zijn vader was metser, zijn moeder was de dochter van een bakker. Hij volgde een wetenschappelijke richting op de middelbare school. Hij kwam in de stripwereld terecht via stripatelier georganiseerd door Didier Tarquin, tekenaar van Lanfeust van Troy. Die zorgde ook voor de eerste publicatiemogelijkheid voor Dutto, in een plaatselijke krant. Later werden de strips van Dutto ook gepubliceerd in Lanfeust Mag.
Zijn populairste strip is Les p'tits diables over een zus en een broer (Nina en Tom) die eeuwig ruzie maken. Dutto had zelf enkel een oudere broer, maar inspireerde zich op de relatie tussen zijn schoolvriendjes en hun zussen. Naar deze strip werd een animatiereeks voor de televisie gemaakt, Broer en Zus.

## Biografie
- Les p'tits diables, Soleil
- Sam Catch, Soleil, tekenaar: Ludo Lullabi, medescenarist: Benjamin Ferré
- Krashmonsters, Soleil, collectief werk
- P'tit cosmonaute, Soleil, scenarist: Benjamin Ferré
- Izbarkan, Soleil

- International Standard Name Identifier: 0000 0000 0110 6529
- Library of Congress Control Number: no2018015210
- Nationale Bibliotheek van Tsjechië: xx0273324
- Système universitaire de documentation: 050485067
- Virtual International Authority File: 56770893
- WorldCat: E39PBJj4qM8p9Xf7MQ8jy3wcT3